# 博雷 (上索恩省)
博雷（法語：Borey，法語發音：[bɔʁɛ]）是法国上索恩省的一个市镇，属于沃苏勒区。

## 地理
博雷（47°35'36"N, 6°21'26"E）面积14.5 平方千米，位于法国勃艮第-弗朗什-孔泰大區上索恩省，该省份为法国东部内陆省份，北起顺时针与孚日省、贝尔福地区省、杜省、汝拉省、科多尔省和上马恩省接壤。
与博雷接壤的市镇（或旧市镇、城区）包括：欧特雷莱塞尔、塞尔莱诺鲁瓦、穆瓦迈、瓦勒鲁瓦勒布瓦。

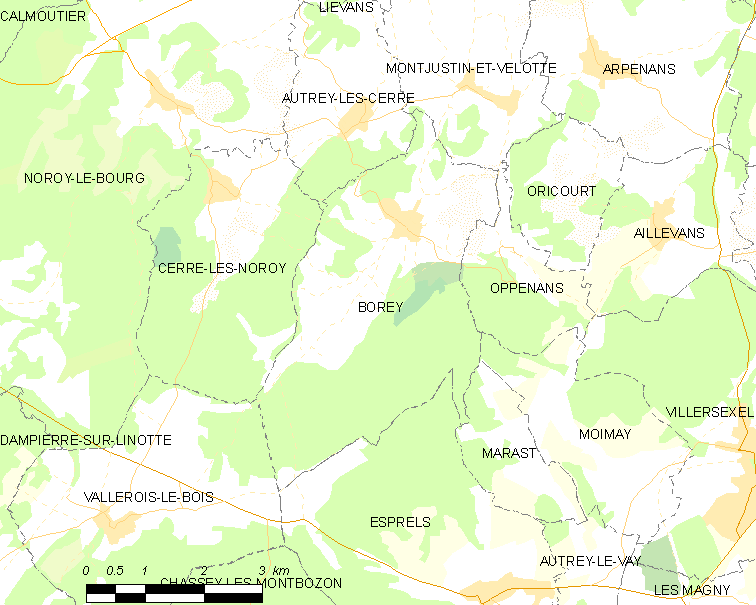
的OSM定位图

博雷的时区为UTC+01:00、UTC+02:00（夏令时）。

## 行政
博雷的邮政编码为70110，INSEE市镇编码为70077。

## 政治
博雷所属的省级选区为维莱塞克塞勒县。

## 人口

1962-2008年间人口变化图示

博雷于2022年1月1日时的人口数量为220人。